# Cratere Andjeti
Andjeti è un cratere sulla superficie di Ganimede.